# Loppersum

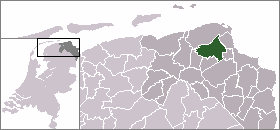
Loppersums läge (grönt) i Groningen (mörkgrått)

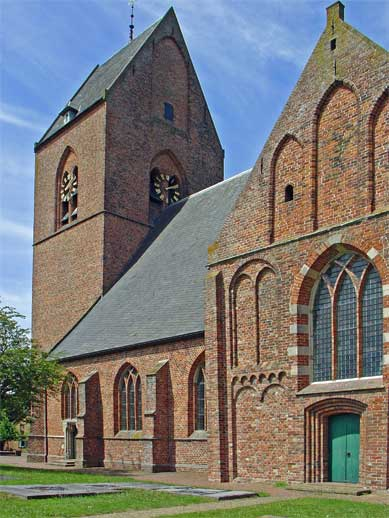
Kyrkan i Loppersum.

Loppersum är en kommun i provinsen Groningen i Nederländerna. Kommunens totala area är 111,99 km² (där 0,97 km² är vatten) och invånarantalet är på 11 036 invånare (2005).